# Lea Conti
Lea Conti (Buenos Aires, Argentina; 20 de noviembre de 1883-31 de octubre de 1957) fue una actriz de cine y teatro argentina. Se inició en el teatro junto a los hermanos Podestá y estuvo casada con Antonio Podestá. Participó del elenco que en 1905 estrenó la obra Barranca abajo de Florencio Sánchez. En 1950 integró la primera comisión directiva del Ateneo Cultural Eva Perón y fue una de las cinco actrices a las que en 1954 el presidente Juan Domingo Perón entregó la medalla de oro al mérito artístico.

## Filmografía
Actriz
- Payaso (1952)
- El cielo en las manos (1950) …Graciana
- Juan Globo (1949)
- La Rubia Mireya (1948)
- El hombre del sábado (1947)
- El alma de un tango (1945)
- Despertar a la vida (1945)
- Un muchacho de Buenos Aires (1944)
- Vacaciones en el otro mundo (1942)
- Novios para las muchachas (1941)
- El cantar de mis penas (1941)
- Su nombre es mujer (1940)
- Explosivo 008 (1940)
- El cantor de Buenos Aires (1940)
- 24 horas en libertad (1938)
- Federación o muerte (1917)